# 東北マークス
東北マークス（とうほくマークス）は、宮城県仙台市に本拠地を置く社会人スポーツの団体。
日本野球連盟に加盟している社会人野球のクラブチームとバドミントンS/Jリーグに参戦しているバドミントンのクラブチームがあり、両者とも日本電信電話公社の東北支店のチームを母体としている。

## 野球
前身は1946年に創部した『電電東北硬式野球部』であり、1985年に『NTT東北硬式野球部』に改称した。
1999年、NTTグループ再編に伴い、東日本エリアの社会人野球チームはすべてNTT東日本に統一された。東北チームも例外ではなく、8月26日に日本野球連盟に解散届を提出し廃部となった。その後、仙台在住選手と若手OBが10月6日にクラブチームとして『NTT東日本宮城野球クラブ』を立ち上げた。
2002年2月26日付けで、チーム名を『NTTグループ東北マークス』に改称した。
2005年シーズンには、前年で廃部になったJTから主力6選手を受け入れ、同年の都市対抗野球の東北2次予選では東北第2代表決定戦まで進出したが、JR東日本東北に敗れあと一歩で涙を飲んだ。
2007年、これまでは全日本クラブ野球選手権大会の出場資格に「同一の企業に所属する選手が10名以上いるチームは参加できない」と規定があったため（2010年に撤廃）、参戦を見送っていたが、同年よりNTTに勤務する選手が10人を割り込んだため出場が認められた。予選を突破し本戦初出場を決め、本戦ではベスト4に進出した。
2010年、クラブ化後10シーズンにわたり「NTT」の看板を掲げたが、NTT東北から現役を続ける選手が少なくなり、地域密着を目指すチーム方針を受け、同年のJABA東北大会開幕前にチーム名を『東北マークス』に改称した。

### 設立・沿革
- 1946年 - 『電電東北』として創部
- 1965年 - 都市対抗野球大会に初出場（2回戦敗退）
- 1985年 - 電電公社民営化に伴い、チーム名を『NTT東北』に改称
- 1985年 - 社会人野球日本選手権大会に初出場（初戦敗退）
- 1999年 - NTTグループ再編に伴い『NTT東北』が解散（8月26日）、クラブチームとして『NTT東日本宮城野球クラブ』が創部（10月6日）
- 2002年 - チーム名を『NTTグループ東北マークス』に改称
- 2007年 - 全日本クラブ野球選手権大会に初出場（4強）
- 2010年 - チーム名を『東北マークス』に改称

### 主要大会の出場歴・最高成績
- 都市対抗野球大会：出場17回
- 社会人野球日本選手権大会：出場12回、4強2回（1986,93年）
- 全日本クラブ野球選手権大会：出場13回、4強1回（2007年）
- JABA東北大会：優勝5回（1976、1977、1980、1984、1991年）
- JABA岡山大会：優勝1回（1990年）
- JABA一関市長旗争奪クラブ野球大会：優勝1回（2018年）

### 主な出身プロ野球選手
電電東北
- 小野寺克男（捕手） - 1954年に東映フライヤーズに入団
- 佐藤政夫（投手） - 1969年ドラフト5位で読売ジャイアンツに入団
- 樋沢良信（内野手） - 1970年ドラフト4位で読売ジャイアンツに入団
- 鈴木孝行（投手） - 退団後、東北クラブを経て、1980年ドラフト外で西武ライオンズに入団
- 佐藤洋（捕手） - 1984年ドラフト4位で読売ジャイアンツに入団

NTT東北
- 竹内昌也（投手） - 1992年ドラフト2位で阪神タイガースに入団
- 加藤高康（投手） - 1993年ドラフト1位で千葉ロッテマリーンズに入団
- 進藤実（投手） - 1998年ドラフト7位で読売ジャイアンツに入団

東北マークス
- 古長拓（内野手） - 退団後、福島レッドホープスを経て、2020年育成ドラフト6位でオリックス・バファローズに入団

### 元プロ野球選手の競技者登録
- 小石澤浄孝：投手（元西武ライオンズ、福岡ダイエーホークス）
- 中濱裕之：外野手（元大阪近鉄バファローズ、読売ジャイアンツ）

## バドミントン
前身は1972年に創部した『電電東北バドミントン部愛好会』であり、1981年に『NTT東北バドミントン部』に改称した。
選手はNTT東日本-東北の社員が中心であるが、『電電東京バドミントン部』を母体としNTT東日本管内の各事業所に所属する選手で構成される『NTT東日本バドミントン部』とは異なり、東北マークスは宮城県内の事業所や子会社に所属する選手で構成されている。またNTT関連の工事会社に所属する選手も参加している。
なおNTT東日本バドミントン部もバドミントンS/Jリーグに参加しており対戦することもある。